# اللعبة الجميلة

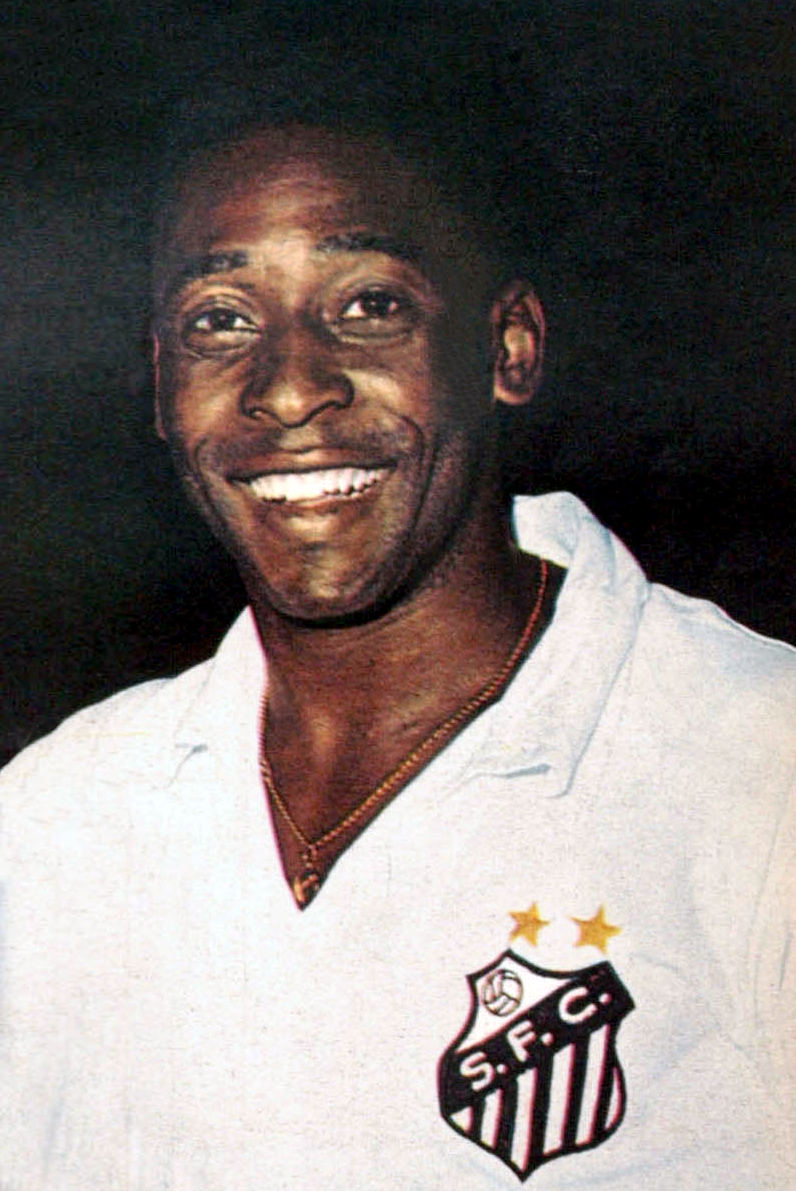
يعود الفضل في اختراع المصطلح إلى لاعب كرة القدم البرازيلي بيليه

اللعبة الجميلة (بالبرتغالية: o jogo bonito‏) هو اسم مستعار لكرة القدم. تم نشرها من قبل لاعب كرة القدم البرازيلي بيليه، على الرغم من أن الأصل الدقيق للعبارة محل خلاف. استخدمها ستيوارت هول، معلق كرة القدم الإنجليزي، في عام 1958. أعجب هول ببيتر دوهرتي عندما ذهب لمشاهدة مباراة مانشستر سيتي في طريق مين واستخدم مصطلح «اللعبة الجميلة» لوصف أسلوب لعب دوهرتي. خلال مسيرته الكروية، كان لاعب كرة القدم البرازيلي رونالدينيوأحد دعاة أسلوب لعب «جوغا بونيتو».

## علم أصول الكلمات
الأصول الدقيقة للمصطلح متنازع عليها. يُنسب الأصل إلى لاعب كرة القدم البرازيلي ديدي، وادعى مقدم البرنامج ستيوارت هول أنه أبتدع المصطلح في عام 1958. استخدم المؤلف الإنجليزي ومتعصب كرة القدم إتش إي بيتس هذا المصطلح في وقت سابق، بما في ذلك في مقال صحفي عام 1952 يشيد بفضائل اللعبة بعنوان «العقل في القدمين».
استخدم الكتاب السابقون هذا المصطلح في عام 1848 لوصف لعبة باجأدوي، التي كانت رائدة في لعبة لاكروس كما لعبها أجيبوي في حدائق فوكسهول بلندن، ولعبة التنس في عام 1890.